# Вершинин, Виктор Григорьевич
Ви́ктор Григо́рьевич Верши́нин (3 декабря 1928, Москва — сентябрь 1989) — советский шоссейный велогонщик, выступал за сборную СССР в середине 1950-х годов. Победитель «Велогонки мира» в командном зачёте, призёр всесоюзных и республиканских первенств, участник летних Олимпийских игр в Мельбурне. На соревнованиях представлял ЦСКА, заслуженный мастер спорта.

## Биография
Родился 3 декабря 1928 года в Москве.
Активно заниматься шоссейным велоспортом начал в раннем детстве, состоял в столичном спортивном обществе ЦСКА.
Первого серьёзного успеха в шоссейном велоспорте добился в 1954 году, когда попал в основной состав советской национальной сборной и принял участие в многодневной «Велогонке мира», проходящей по маршруту «Прага — Берлин — Варшава». Наилучший результат показал на втором этапе в Лодзе, финишировав третьим. В индивидуальной генеральной классификации расположился на тридцать восьмой строке, тогда как в командном зачёте был шестым. Год спустя проехал «Велогонку мира» значительно лучше, стал серебряным призёром четвёртого этапа в Карловых Варах, на многих этапах был близок к призовым позициям, а в итоговом личном зачёте занял седьмое место.
На «Велогонке мира» 1956 года в индивидуальной классификации стал только двадцать шестым, зато в командном зачёте советская сборная впервые в истории соревнований обошла всех своих соперников и удержалась на первом месте. За это выдающееся достижение все члены команды, к которым также относились Виктор Капитонов, Анатолий Черепович и Николай Колумбет, были признаны «Заслуженными мастерами спорта СССР».
Благодаря череде удачных выступлений Виктор Вершинин удостоился права защищать честь страны на летних Олимпийских играх в Мельбурне, тем не менее, попасть в число призёров здесь не смог: в индивидуальном зачёте финишировал тридцать пятым, тогда как в командном вместе с теми же Капитоновым, Череповичем и Колумбетом был шестым. 
После завершения спортивной карьеры в течение долгих лет работал спортивным чиновником, занимал различные административные должности, в частности, участвовал в проектировании шоссейной велотрассы в Крылатском.

## Награды
- Медаль «За трудовую доблесть» (27.04.1957) — «за успехи, достигнутые в деле развития массового физкультурного движения в стране, повышения мастерства советских спортсменов, и успешное выступление на международных соревнованиях»